# Статут на исторически град в Швеция
Статут на исторически град (на шведски: stad) е титла давана на населени места в Швеция, за отличаването им в резултат на заслуги към короната или просто като знак на важност на населеното място. От 1971 година статута исторически град няма никакво административно или правно значение. Също така понятието статут на исторически град няма точна дефиниция, а критериите по които е присъждана титлата не са общовалидни. В миналото населените места със статут на исторически град са се ползвали с определени привилегии.

## История

### Преди 1863 година
Историческите градове първоначално възникват като населени места, които се ползват с определени привилегии спрямо останалите селища в областта . В Средновековието обикновено замък е мястото около което възникват малки селца, а районът на замъка постепенно прераства в град . Но за да се възползва даден град от привилегии е необходимо да има сграда на градски съвет (на шведски: allmän rådstuga) с аналогични на кметство функции, която е под юрисдикцията на управител (на шведски: borgmästare) и в която заседава градския съвет. Също така е необходимо наличието на конституционен съд и върховна градска управа. Статутът на исторически град обикновено е означавал, че търговията е била забранена извън рамките на града. Работните места и професиите в даден исторически град са били строго регулирани. Постепенно през 19 век повечето от привилегиите на историческите градове започват да отпадат.

### Между 1863 и 1970 година
В резултат на административната реформа от 1862 година (влезла в сила на 1 януари 1863 година) се налага нова концепция – община (на шведски: kommun), чиито административен център до известна степен се припокрива по функции с тези на исторически град. По това време в Швеция има 88 исторически града . Съгласно първото изречение от нормативната уредба, влезла в сила през 1863 година, всеки град и прилежащата му област, се включва в неразделна община, на чийто жители се дава правото да поемат грижата за обществения ред и вътрешни правила, но под обществен контрол на общинска управа.
Това което в действителност е разграничавало историческите градове от съответните административни центрове е било, че в миналото историческите градове са притежавали собствена съдебна власт в самостоятелни съдилища от първа инстанция (първоначално наричани rådstuvurätter, а по-късно rådhusrätter). Съдебната власт на общините без исторически град, обикновено е в друг тип съдилища, включващи голяма област на влияние (наричани häradsrätter). Въпреки тенденцията към унифициране на административните центрове и историческите градове, в началото на 20 век, множество градове получават статут на исторически град. Това води до нарастване на броя исторически градове от 91 през 1901 година до 133 през 1951 година. Всички тези нови исторически градове (с изключение на Люсешил), нямат право на самостоятелни съдилища (rådhusrätt). След национализацията на съдилищата през 1965 година, по-малките исторически градове губят своите самостоятелни съдилища.

### След 1971 година
Преди 1971 година има три типа общини – формирани около исторически град, около търговски център (на шведски: köping) и аграрен тип (нито около исторически град, нито около търговски център). След 1971 година в резултат на административна реформа става унифициране на концепцията за община, като отпадат различията в административния център. След тази реформа не се прави разлика между видовете населено място и практически отпадат привилегиите за историческите градове. Процесът започва с либеризацията на търговията в историческите градове през 19 век, продължава през 20 век с промяна на законодателната уредба, но едва през 1971 се постига равноправие в административната уредба.
През 21 век, има няколко концепции за населено място базирани единствено на броя жители. Това е така нареченото голямо населено място или селищен център (на шведски: tätort) с население над 200 души. Съществува и друг тип, така нареченото малко населено място (на шведски: småort) с население между 50 и 199 души. Клесическите села (на шведски: by) нямат строга дефиниция, но обикновено са с незначително население. Въпреки това, изданието на Националния атлас на Швеция разграничава градовете с население над 10 000 души и ги нарича макар и неправилно исторически градове (към 2010 година това са 118 селищни центрове).